# Bendix Joachim Ebbell
Bendix Joachim Ebbell, född 1869, död 1937 . Norsk författare och översättare. Gift med författarinnan Clara Thue Ebbell. Han översatte bland annat Selma Lagerlöfs bok Nils Holgerssons underbara resa genom Sverige till norska 1927 .

## Böcker på svenska[4]
- 1925 - Pojkar som blevo män